# Коваль-Волков, Александр Иванович
Александр Иванович Коваль-Волков (16 сентября 1926 года, город Ростов-на-Дону, Ростовская область — 16 апреля 1999 года, Москва) — русский советский поэт. Участник Великой Отечественной войны. Полковник.

## Биография
Родился Александр Иванович 16 сентября 1926 года в городе Ростове-на-Дону. В 1943 году из десятого класса в возрасте семнадцати лет Александр уходит добровольцем на фронт. Воевал Александр Иванович в составе гвардейского штормового авиаполка, участник в освобождении Варшавы и Берлина, был награждён орденами и медалями СССР, Польши и Болгарии. После окончания Великой Отечественной войны Александр Иванович Коваль-Волков продолжил службу на Сахалине, был в Прибалтике и в Средней Азии. В 1957 году окончил в Москве факультет журналистики Военно-политической академии.
Литературным творчеством Александр Иванович Коваль-Волков начал заниматься ещё с 1943 года. С 1965 года является членом Союза писателей СССР. Он работал в редакциях различных газет и журналов, был редактором отдела поэзии журнала «Новый мир».
Александр Иванович является автором сорока поэтических сборников: «Дежурный по звёздам» (1966), «Иду на голоса» (1970), «Эхо моих тревог» (1971), «Моя родословная» (1973), «Про тебя» (1976), «Ливень тополей» (1982), «Товарищи одной присяги» (1987), «Зов звезды» (1989) и другие.
Юрий Александрович Гуляев — народный артист СССР исполнил песню на стихи Александра Ивановича «Не сбываются сны», музыку написал советский композитор — Леонид Викторович Афанасьев, также на его стихи «Моё ты небо голубое» и «Первый аэродром» исполнил песни народный артист РСФСР — Лев Валерьянович Лещенко, музыка советского музыканта Ренского Бориса Борисовича.
Скончался Александр Иванович Коваль-Волков 16 апреля 1999 года в Москве.